# Lonicera implexa
Il caprifoglio mediterraneo (Lonicera implexa Aiton, 1789) è una pianta della famiglia delle Caprifoliaceae.
Detta anche madreselva, oppure in sardo caprivuddu, barangiu, balanzu.

## Descrizione

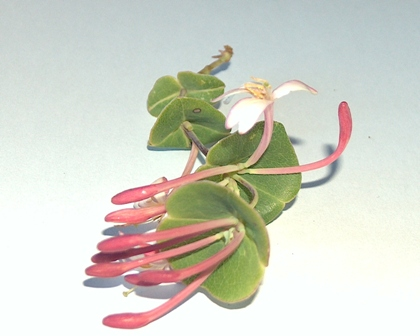
Fiori

Si presenta in forma di arbusto rampicante sempreverde, con rami volubili.
Le foglie glabre, sono opposte e sessili, coriacee con lamina ovata. Le foglie superiori sono concresciute fra loro intorno allo stelo e avvolgenti il fusto a formare un calice intero.
Ha fiori sessili, riuniti in capolini terminali tubulosi e di colore rosa inseriti su brattee ellittiche. Fiorisce da febbraio a maggio.
Il frutto è una bacca ovoidale di colore rosso-arancio a maturità.

## Distribuzione e habitat
La pianta è diffusa in tutti i paesi del bacino del Mediterraneo.
Vegeta in associazione con arbusti che fungono da sostegno, soprattutto con il lentisco nei boschi di leccio, le macchie e le siepi.